# 北九州まなびとESDステーション
北九州まなびとESDステーション（きたきゅうしゅうまなびとESDステーション）は福岡県北九州市小倉北区にある、「持続可能な発展のための教育（Education for Sustainable Development）」を目的とした、市内10大学による大学関連携教育施設。

## 概要
平成24年度大学間連携共同教育推進事業で選定された「まちなかESDセンターを核とした実践的人材育成」は、地域再生の核となる大学づくりを推進するため、北九州環境未来都市における地域（社会・産業・行政）と大学が連携し、「環境の取組を理解し、持続可能な発展を拡げることができる人材」、「課題に対する実践力を備えた人材」、「卓越したコミュニケーション力で、人と協働できる人材」の育成を行う取組である。
既存の座学を中心とした教育プログラムに加え、国連において推進されているESDを中心とした実践的教育に取組むことで上記能力を培うものであり、市の中心市街地に参加１０大学共同の地域活動拠点となる『まちなかESDセンター』を設置し、専属の特任教員や事務員を配置し、専門分野を異にする教員が得意分野を持ち寄る事による効果的な教育や、大学間の垣根を越えた実践的教育を総合かつ効率的に実施するものである。

### 事業目的
- 産業界からの要請の強い、実践的活動を通した課題発見能力・解決能力の育成、高度な協働的コミュニケーション能力等を持つ学生をESD実践プログラムによって育成する。多様な専門性を有する連携校と協働することで、他分野において応用可能な実践力・協働力等のマネジメント能力の向上を目指す。
- 地域社会（住民）からの要請の強い、高齢化社会への対応等、地域社会が抱える様々な社会的な課題を解決できるようなESDの素養を有する学生の育成を行う。
- 教育に関わる公的機関からの要請の強い、小中学校へのESD教育の普及に対して、授業プランニングや講師派遣などを通じて積極的に貢献する。
- 北九州市からの要請の強い、「北九州環境未来都市」を推進するためのESDの素養を有した地域リーダーの発掘と育成を行う。

### ESDとは
「持続可能な発展のための教育」：Education for Sustainable Developmentの略称。「持続可能な発展」は「環境・社会・経済のバランスのとれた発展」であると言われ、持続可能な社会の実現を目指し、一人ひとりが世界の人々や将来世代、環境との関わりの中で生きていることを認識し、よりよい社会づくりに参画するための力を育む教育。環境のみならず、人権、福祉、多文化共生、まちづくりなど幅広い分野をフィールドとしている。

## 主な事業
「学びたい気持ちに、早いも遅いもありません」「このまちでは、だれもが先生、だれもが生徒」「課題が見えてくる、もっと学びたくなる」「大学生の成長が、まちの成長、未来づくりへ」をテーマに、地域や企業、大学での活動を循環させる事業を行っている。

### プロジェクト

#### 平成27年度の主な実施事業
- キタキュープロモーション

■活動目的
市民や学生のシビックプライドの醸成と語り合いによる新しい未来づくりのきっかけの創造。
■活動の内容
活動の中心は「語り合い」の場の創造。情報の収集・研究にとどまらず、ダイバシティーなステークホルダーを集め、質の高い対話から未来を描いていくことを行っている。
①語り合いの場の創造。
PTAなどの研修会の開催や、地域住民や市役所職員、学生など語り合いの場を企画し、運営している。
②持続継続可能な街の提案
小倉南区にある城野地区で開発される８００戸のスマートシティーの企画者からの依頼を受け、持続継続可能なまちにするためのソフトの提案を行った。世代が循環する街に必要な要素とはなにかを若者が集まる地方都市の事例研究から抽出した。ワークショップを通じその要素を城野の新しい街にどのように反映するかのアイデア出しをおこない提案内容をまとめた。まちづくりを担当する方と、開発に関わる企業に対しプレゼンテーションを行った。
■学生の教育効果
ワークショップの設計を行うことからデザイン思考とファシリテーション力。「世代が循環するまち」の提案から、情報収集・分析力、プレゼンテーション力を身につけることができます。
- モビリティプロジェクト
- 若者の夢を紡ぐプロジェクト（カタリ場）
- green bird（グリーンバード）
- アイディアプラスidea+
- ガーベラプロジェクト
- カンボジア教育支援プロジェクト「ANAKOT」
- ハロウィンプロジェクト
- 食から始まる健康プロジェクト
- 科学対話プロジェクト
- 藍島プロジェクト

その他の事業

### 講座
年齢や職業に関係なく、学びたい人ならだれでも参加できるユニークな講座を開催している。

#### まなびと講座
年齢や職業に関係なく、学びたい人ならだれでも参加できるユニークな講座(1.健康は食から～食育のお話～2.あなたが主役になれるまちづくり3.地元企業の社会活動、環境活動やCSRについて4.北九州の福祉課題の現状を学ぶ等)を開催している

#### We Love小倉協議会との協業
1. 夜会

毎週木曜日午後6時から約2時間、「まち中で活動する人」を招いて活動内容・人生観・将来のビジョンなどをディスカッションしている。

## その他

### 連携10大学（50音順）
- 北九州市立大学
- 九州栄養福祉大学
- 九州共立大学
- 九州工業大学
- 九州国際大学
- 九州歯科大学
- 九州女子大学
- 産業医科大学
- 西南女学院大学・西南女学院短期大学部
- 西日本工業大学